# Centre du cercle d'Euler

Un triangle, son cercle circonscrit avec son centre (en noir), ses hauteurs et son orthocentre (rouge), et son cercle d'Euler avec son centre (en bleu)

En géométrie, le centre du cercle d'Euler, ou centre des neuf points est un centre du triangle, un point d'un triangle plat qui ne dépend que de l'existence du triangle.
Son nom vient du fait qu'il s'agit du centre du cercle d'Euler ou cercle des neuf points, qui passe par neuf points caractéristiques du triangle : les milieux des trois côtés, les pieds des trois hauteurs et les points milieux entre les sommets et l'orthocentre. Le centre du cercle d'Euler est référencé par X(5) dans l'Encyclopedia of Triangle Centers de Clark Kimberling,.

## Propriétés
Le centre du cercle d'Euler N est sur la droite d'Euler du triangle, au milieu du segment entre l'orthocentre H et le centre du cercle circonscrit O. Ces trois points sont alignés avec le centre de gravité G, aux deux tiers du segment de l'orthocentre vers le centre du cercle circonscrit, de sorte que
{\displaystyle NO=NH=3NG.}
Ainsi, en connaissant deux de ces centres du triangle on peut construire les deux autres.
Andrew Guinand prouve en 1984, dans le cadre de ce qu'on appelle le problème de détermination du triangle d'Euler, que si les positions de ces centres sont données pour un triangle inconnu, alors le centre du cercle inscrit au triangle se trouve sur le cercle orthocentroïdal (le cercle de diamètre le segment entre l'orthocentre et le centre de gravité). Le seul point à l'intérieur du cercle qui ne peut pas être le centre du cercle inscrit est le centre du cercle d'Euler, et tout autre point intérieur du cercle et le centre du cercle inscrit d'un unique triangle,,,.
La distance entre les centres du cercle d'Euler et du cercle inscrit I vérifie
{\displaystyle IN<{\tfrac {1}{2}}IO,}
{\displaystyle IN={\tfrac {1}{2}}(R-2r)<{\frac {R}{2}},}
{\displaystyle 2R\cdot IN=OI^{2},}
avec R et r, les rayons des cercles circonscrit et inscrit respectivement.
Le centre du cercle d'Euler est le centre des cercles circonscrits de trois triangles liés au triangle de base : son triangle médian, son triangle orthique et son triangle d'Euler (le triangle formé des milieux des segments entre les sommets et l'orthocentre. De façon plus générale, par construction, il est le centre du cercle circonscrit de tout triangle dont les trois sommets sont sur le cercle d'Euler.
Le centre du cercle d'Euler d'un triangle est le centre de gravité du quadruplet de points formé par les trois sommets du triangle et son orthocentre.
Les droites d'Euler des quatre triangles issu d'un système orthocentrique (quatre points tels que l'un d'entre eux est l'orthocentre du triangle dont les trois autres sont les sommets) sont concourantes au centre du cercle d'Euler commun aux quatre triangles.
Des neuf points définissant le cercle d'Euler, les trois milieux des segments entre les sommets et l'orthocentre sont les symétriques des milieux des côtés par rapport au centre du cercle d'Euler. Ainsi, le centre du cercle d'Euler est le centre de la symétrie qui envoie le triangle médial vers le triangle d'Euler, et inversement.
Selon le théorème de Lester, dans un triangle, le centre du cercle d'Euler, les deux points de Fermat et le centre du cercle circonscrit sont cocycliques.
Le point de Kosnita d'un triangle, un centre du triangle associé au théorème de Kosnita, est le conjugué isogonal du cercle d'Euler.

## Coordonnées
Les coordonnées trilinéaires du centre du cercle d'Euler sont,
{\displaystyle {\begin{aligned}&\cos(B-C):\cos(C-A):\cos(A-B)\\={}&\cos A+2\cos B\cos C:\cos B+2\cos C\cos A:\cos C+2\cos A\cos B\\={}&\cos A-2\sin B\sin C:\cos B-2\sin C\sin A:\cos C-2\sin A\sin B\\={}&bc[a^{2}(b^{2}+c^{2})-(b^{2}-c^{2})^{2}]:ca[b^{2}(c^{2}+a^{2})-(c^{2}-a^{2})^{2}]:ab[c^{2}(a^{2}+b^{2})-(a^{2}-b^{2})^{2}].\end{aligned}}}
Les coordonnées barycentriques du centre du cercle d'Euler sont
{\displaystyle {\begin{aligned}&a\cos(B-C):b\cos(C-A):c\cos(A-B)\\={}&a^{2}(b^{2}+c^{2})-(b^{2}-c^{2})^{2}:b^{2}(c^{2}+a^{2})-(c^{2}-a^{2})^{2}:c^{2}(a^{2}+b^{2})-(a^{2}-b^{2})^{2}.\end{aligned}}}
Ainsi, si et seulement si la différence entre deux des angles du triangle est supérieure à 90°, une des coordonnées barycentriques est négative, et donc le centre du cercle d'Euler se trouve à l'extérieur du triangle.